# Virgílio Castelo
Virgílio Manuel da Costa Castêlo (Lisboa, 26 de fevereiro de 1953) é um actor, encenador, apresentador de televisão e ficcionista português.

## Biografia
É filho de António Castelo e de sua mulher Lucília (da Costa)?, Goeses católicos; uma família bastante pobre. Isto fez com que Virgílio passasse por vários empregos antes da carreira artística. Frequentou a Escola Industrial, curso que não concluiu para começar a trabalhar, com apenas 14 anos, como escriturário do Ministério das Finanças. Aos 20 anos, emigra para França, tendo trabalhado nas obras de ampliação do aeroporto de Orly e, de seguida trabalhou como recepcionista num requintado hotel parisiense.
Regressou a Portugal em 1975, iniciando então a sua carreira como actor. Em 1978 regressa a França mas, desta vez para estudar representação, área onde se diplomou, na Universidade de Estrasburgo, através de uma bolsa da Fundação Calouste Gulbenkian. É um dos fundadores do Grupo de Teatro Adoque. Em teatro trabalhou em musicais, teatro infantil, comédia e drama. Apresentou durante 3 anos um programa televisivo “Isto só vídeo”. Entre 1993 e 1999 dirigiu actores e esteve à frente da direcção da NBP.
Entre 1992 e 1994 apresentou o programa Isto Só Vídeo na RTP1. Voltou a apresentar em 2007, o talk-show, Ainda Bem que Apareceste, no mesmo canal.
Depois de passar para a televisão pública onde participa na co-produção da RTP e da Band, Paixões Proibidas, encabeça o elenco do remake de Vila Faia. Em 2009 chega à SIC para assumir funções como consultor para a ficção nacional, onde participa também na telenovela "Podia Acabar o Mundo", e posteriormente em "Lua Vermelha", "A Família Mata" e "Laços de Sangue". Ainda em 2009 foi dirigido por Joaquim Leitão, em A Esperança Está Onde Menos se Espera. Em 2011 abandona a SIC e passa então a integrar a equipa de actores exclusivos da TVI.
Em 2015, regressa à RTP a convite de Nuno Artur Silva, onde passou a gerir o departamento de ficção. Em 2020 protagonizará o filme Terra Nova, um drama inspirado no livro O Lugre, da autoria de Bernardo Santareno.

## Vida pessoal
Casou duas vezes, com Maria de Fátima de Melo Custódio, de quem tem uma filha Tâmara de Melo Castelo (nascida a 8 de julho de 1984 (40 anos)) e de quem se divorciou em 1987, e com a também actriz Alexandra Lencastre, com quem se casou em 1993 e se divorciou em 1994, sem descendência. Viveu com a fotógrafa Maria Corrêa Mendes de Lucena (nascida em Lisboa a 11 de fevereiro de 1970 (55 anos)), sobrinha-bisneta do 6.º Marquês de Lavradio e 9.º Conde de Avintes e do 4.º Conde de Lavradio, de quem tem duas filhas, Violeta de Lucena Castelo (nascida a 2 de junho de 2004 (21 anos)) e Sancha de Lucena Castelo (nascida a 13 de fevereiro de 2009 (16 anos)).

## Carreira

### Televisão
| Ano         | Projeto                       | Papel                              | Notas                 | Canal |
| ----------- | ----------------------------- | ---------------------------------- | --------------------- | ----- |
| 1978        | Ivone e a Faz Tudo            | Vítor                              | Pequena Participação  | RTP1  |
| 1979        | Isto Agora É Que São Elas     |                                    | Pequena Participação  | RTP1  |
| 1979        | Os Putos                      | Escritor                           | Pequena Participação  | RTP1  |
| 1980        | Retalhos da Vida de um Médico | Estudante                          | Pequena Participação  | RTP1  |
| 1982        | Vila Faia                     | Pedro Castella                     | Elenco Adicional      | RTP1  |
| 1983        | Origens                       | André Freitas                      | Elenco Principal      | RTP1  |
| 1986 - 1987 | A Quinta Dos Dois             | Toni                               | Elenco Principal      | RTP1  |
| 1986 - 1987 | A Quinta Dos Dois             | Repórter                           | Elenco Principal      | RTP1  |
| 1988        | Humor de Perdição             | Porfírio                           | Elenco Principal      | RTP1  |
| 1988 - 1989 | Passerelle                    | António Gonzaga                    | Elenco Principal      | RTP1  |
| 1990        | A Morgadinha dos Canaviais    | Henrique de Souselas               | Elenco Principal      | RTP1  |
| 1991        | O Mandarim                    | Diabo                              | Elenco Principal      | RTP1  |
| 1992 - 1995 | Isto Só Vídeo                 | Ele Próprio                        | Apresentador          | RTP1  |
| 1993        | Procura-se                    | César                              | Protagonista          | RTP1  |
| 1993        | Ideias com História           | Zé do Telhado                      | Elenco Principal      | RTP1  |
| 1994        | Sozinhos na Casa              | Professor Castelo                  | Elenco Adicional      | RTP1  |
| 1994 - 1995 | Cabaret                       | Vários Papéis                      | Elenco Adicional      | RTP1  |
| 1995        | Miss Portugal                 | Ele Próprio                        | Apresentador          | RTP1  |
| 1996        | Roseira Brava                 | Manolo da Purificação              | Elenco Principal      | RTP1  |
| 1996        | A Mulher do Senhor Ministro   | Pedro Caldeirada                   | Elenco Adicional      | RTP1  |
| 1996 - 1997 | Vidas de Sal                  | João Fragoso                       | Protagonista          | RTP1  |
| 1996 - 1997 | Polícias                      | Norbeerto                          | Elenco Adicional      | RTP1  |
| 1997        | Filhos do Vento               | Jorge Abrantes                     | Elenco Principal      | RTP1  |
| 1997        | Riscos                        | Edmundo                            | Elenco Adicional      | RTP1  |
| 1997 - 1998 | A Grande Aposta               | Francisco Ramos                    | Elenco Principal      | RTP1  |
| 1998        | Docas 2                       | Vários Papeis                      | Ator Convidado        | RTP1  |
| 1999        | Diário de Maria               | Miguel Gaspar                      | Elenco Adicional      | RTP1  |
| 1999 - 2000 | Todo o Tempo do Mundo         | Miguel Faria                       | Elenco Principal      | TVI   |
| 1999 - 2000 | Médico de Família             | Ricardo                            | Participação Especial | SIC   |
| 2001        | Ganância                      | Conde                              | Elenco Adicional      | SIC   |
| 2001        | Teorema de Pitágoras          | António                            | Elenco Principal      | SIC   |
| 2001        | A Senhora das Águas           | D. João Manuel                     | Participação Especial | RTP1  |
| 2001        | Segredo de Justiça            | Eduardo                            | Elenco Adicional      | RTP1  |
| 2002        | Sociedade Anónima             | Adriano                            | Elenco Adicional      | RTP1  |
| 2002        | Um Estranho Na Casa           | Francisco da Cunha                 | Elenco Adicional      | RTP1  |
| 2002 - 2003 | O Olhar da Serpente           | Rui Albuquerque Botelho            | Protagonista          | SIC   |
| 2003        | Olhos de Água                 | Padre Eduardo                      | Elenco Adicional      | TVI   |
| 2003        | Filha do Mar                  | Diogo Munhoz                       | Elenco Adicional      | TVI   |
| 2003        | Super Pai                     | Alexandre                          | Elenco Adicional      | TVI   |
| 2003        | Saber Amar                    | Guilherme                          | Elenco Adicional      | TVI   |
| 2003 - 2005 | Ana e os Sete                 | Henrique Vilar Coutinho            | Elenco Principal      | TVI   |
| 2004 - 2005 | Mistura Fina                  | Justino Lampreia/ Côrte-Real       | Protagonista          | TVI   |
| 2005        | Carolina, Fernando E Eu       | Vicente                            | Elenco Principal      | RTP1  |
| 2006        | Estranho                      | Homem                              | Elenco Adicional      | RTP1  |
| 2006        | Obras do Max                  | Ele Próprio                        | Apresentador          | RTP1  |
| 2006 - 2007 | Paixões Proibidas             | Padre Dinis                        | Elenco Principal      | RTP1  |
| 2007        | Gala de Homenagem a Milú      | Ele Próprio                        | Apresentador          | RTP1  |
| 2007        | Ainda Bem Que Apareceste      | Ele Próprio                        | Apresentador          | RTP1  |
| 2008        | O Dia do Regicídio            | Afonso Costa                       | Elenco Principal      | RTP1  |
| 2008 - 2009 | Vila Faia                     | Gonçalo Marques Vila               | Elenco Principal      | RTP1  |
| 2008 - 2009 | Podia Acabar o Mundo          | Eduardo Morais                     | Elenco Principal      | SIC   |
| 2009        | A Vida Privada de Salazar     | Pai Perestrelo                     | Elenco Principal      | SIC   |
| 2010        | Laços de Sangue               | Henrique Sobral                    | Participação Especial | SIC   |
| 2010        | Lua Vermelha                  | António Gois de Oliveira «Jaguar»  | Participação Especial | SIC   |
| 2011 - 2012 | A Família Mata                | Dário                              | Elenco Principal      | SIC   |
| 2011        | Regresso a Sizalinda          | Vitalino                           | Elenco Principal      | RTP1  |
| 2012        | Doce Tentação                 | Carlos Marques Flor                | Participação Especial | TVI   |
| 2013 - 2014 | Destinos Cruzados             | Jaime Veiga de Andrade             | Protagonista          | TVI   |
| 2014        | O Bairro                      | Inspetor Ravara                    | Elenco Principal      | TVI   |
| 2014 - 2015 | Mulheres                      | Hélder Peralta                     | Elenco Principal      | TVI   |
| 2016        | Terapia                       | Mário Magalhães                    | Protagonista          | RTP1  |
| 2017 - 2018 | País Irmão                    | Tony Santa Clara                   | Elenco Principal      | RTP1  |
| 2019        | Teorias da Conspiração        | António Queirós Menezes            | Elenco Principal      | RTP1  |
| 2019        | Nazaré                        | António Blanco                     | Participação Especial | SIC   |
| 2019 - 2021 | Terra Brava                   | Francisco Ferreira                 | Elenco Principal      | SIC   |
| 2021 - 2022 | A Serra                       | Sebastião Botelho                  | Elenco Principal      | SIC   |
| 2022 - 2023 | Sangue Oculto                 | Almeno Carvalho                    | Elenco Principal      | SIC   |
| 2024 - 2025 | Senhora do Mar                | Adérito Ramalho                    | Elenco Principal      | SIC   |
| 2025        | A Herança                     | Raúl de Aragão Franco Brito Novais | Participação Especial | SIC   |
| 2025 - 2026 | Vitória                       | António Rodrigues                  | Elenco Principal      | SIC   |

### Cinema
- Lerpar (1975)
- Passagem ou a Meio Caminho (1980)
- A Vida É Bela?! (1982)
- Ritual dos Pequenos Vampiros (1983)
- Crónica dos Bons Malandros (1984)
- Os Abismos da Meia-Noite (1984)
- Vidas (1984)
- O Sapato de Cetim (1985)
- Saudades Para Dona Genciana (1986)
- Uma Rapariga No Verão (1986)
- A Morgadinha dos Canaviais (1989) como Henrique de Souselas
- O Bobo (1987)
- Vertigem (1991)
- Entre Mortos e Vivos (1992)
- Camarate (2001)
- Corrupção (2007), como Vice-Presidente do Clube
- Um Amor de Perdição (2008), como João da Cruz
- A Esperança Está Onde Menos Se Espera (2009), como Francisco Figueiredo
- Duas Mulheres (2009), como Paulo Amorim
- A Bela e o Paparazzo (2010), como Gonçalo
- O Fim da Inocência (2017), como Fernando
- Terra Nova (2020), como Capitão Silva
- O Ego de Egas (2020), como Sobral Cid
- Abandonados (2023), como Canto de Resende

### Televisão (apresentação)
- 2007 Ainda bem que apareceste - RTP
- 2007 Gala de Homenagem a Milú - RTP
- 2006 Obras do Max - RTP
- 1995 Miss Portugal - RTP
- 1992-95 Isto só vídeo - RTP

### Dobragem
- 2011 Filme Hop (Coelho da Páscoa) - Universal Pictures - Estúdios On Air
- 2010 Como treinares o teu dragão - Dreamworks Animation – Estúdios On Air
- 2004 - Shark Tale (Frankie) - Dreamworks Animation

### Teatro
- 2010 O Camareiro
- 2011 Quem tem medo de Virginia Woolf?

## Prémios
- 2011 International Emmy Award - Prémio colectivo pela Telenovela “Laços de Sangue”, SIC
- 2011 Prémio SPA/RTP - Nomeado melhor actor pelo filme "O Camareiro"
- 2010 Prémios de Atores - Melhor Actor Secundário no filme “Um Amor de Perdição”
- 2010 Globo de Ouro - Melhor Actor Teatro, em “O Camareiro”
- 2010 Nomeado Prémios Autores SPA - Melhor Actor Teatro, em “O Camareiro”
- 2002 Globo de Ouro Melhor Actor Teatro - em “Partitura Inacabada” e “Encontro com Rita Hayworth”

## Livros
- O Último Navegador (2008)
- Despedida de Casado (A Esfera dos Livros, 2014)